# Maurice Marinot

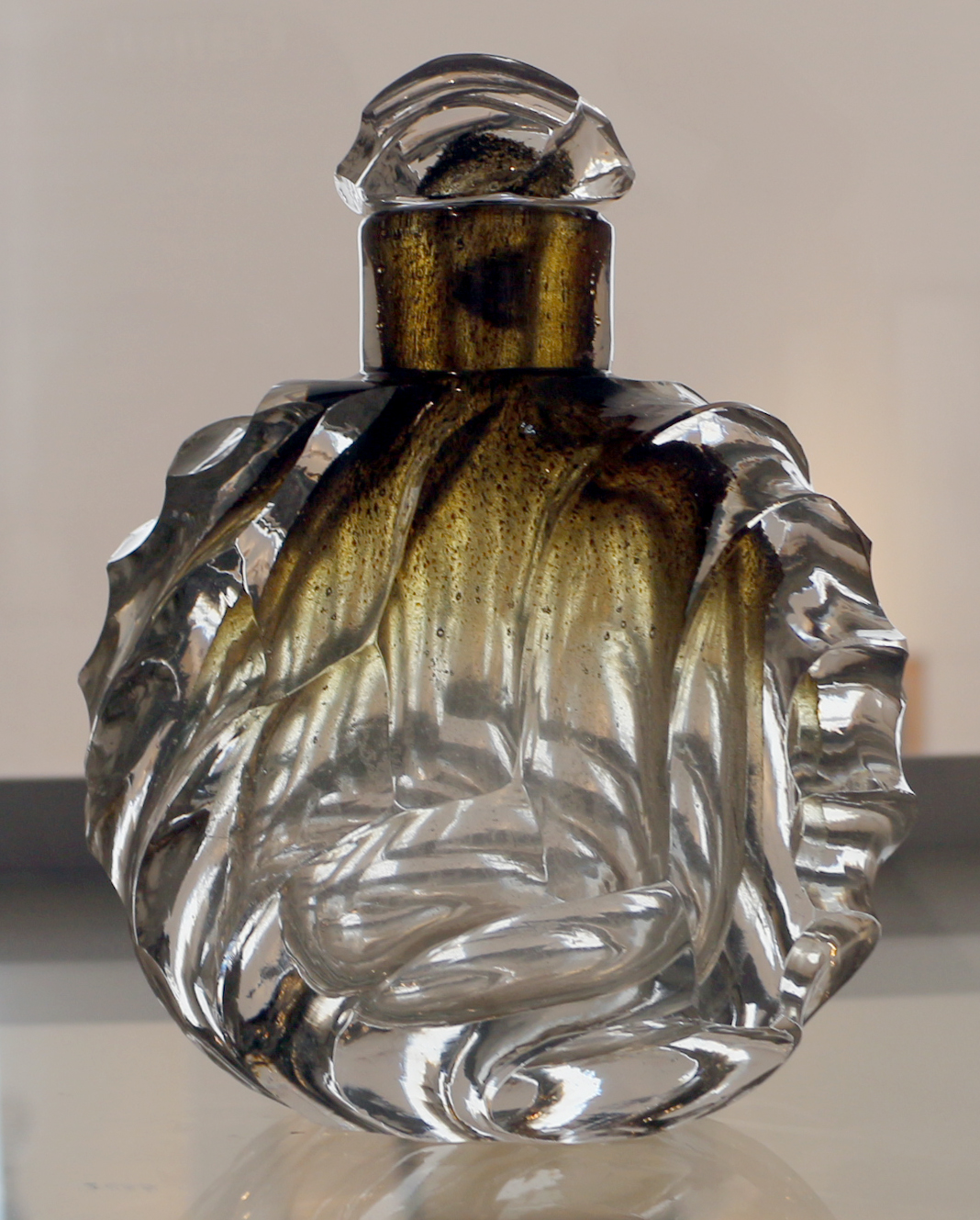
Bouteille (1933)

Maurice Marinot (n. 20 martie 1882, Troyes, Champagne-Ardenne, Franța – d. 8 februarie 1960, Troyes, Champagne-Ardenne, Franța) a fost un artist francez. A fost un pictor considerat membru al grupului Les Fauves, apoi un artist important în domeniul sticlei.
Tatăl lui Marinot fabricant de bonete. Maurice a avut rezultate slabe la școală, dar și-a convins părinții să îl trimită la École des Beaux-Arts în 1901 pentru a se forma ca pictor sub îndrumarea pictorului francez Fernand Cormon. A părăsit școala de artă după ce lucrările sale nu au fost acceptate conform standardelor din acea vreme. În 1905 s-a întors la Troyes, unde a rămas pentru tot restul vieții.
În 1911 a vizitat primul său atelier de sticlărie, deținut de prietenii săi, frații Viard. S-a îndrăgostit de contrastele dintre culori, de cald și rece, de jocul de lumină și de foc. A început să proiecteze boluri, vaze și sticle pe care prietenii săi le confecționau, apoi picta emailuri pe suprafață.
În 1912 a avut prima sa expoziție și până în 1913 criticii îi lăudau opera, spunând: „A trecut mult timp de când o inovație de o importanță atât de mare a venit să îmbogățească arta sticlei” (Leon Rosenthal, Gazette des Beaux-Arts, 1913). Din acel an a încetat să-și mai expună picturile.
Frații Viard îi dau lui Marinot propriul banc și un set de instrumente, astfel încât acesta a învățat rapid cum să sufle sticla. În 1923 a încetat să mai folosească emailuri și a explorat utilizarea bulelor, a frunzelor de metal și a sticlei colorate. Procesul său de producție era „lung și plin de pericole”, iar o piesă putea dura chiar și un an pentru a atinge standardele sale.
Fabrica de sticlă Viard a fost închisă în 1937. Marinot s-a îmbolnăvit și nu s-a mai atins niciodată de sticlă, deși a continuat să picteze. În bombardamentul Aliaților din 1944 asupra orașului Troyes, atelierul său a fost lovit direct, distrugând peste 2.500 de picturi, mii de desene și o mare parte din sticlă. Colecția vastă a surorii sale nu a fost afectată.
O donație majoră a lui Maurice Marinot (sticlă și picturi) a fost făcută de Pierre și Denise Levy Muzeului de Artă Modernă din Troyes în 1976. Florence, fiica lui Marinot, a dăruit, de asemenea, opere importante ale lui Maurice Marinot Muzeului de Artă din orașul Rennes.
O colecție de 20 de piese din sticlă de Marinot, inclusiv vase, cupe și sticle cu dop, datând din 1926-27, a fost donată Galeriei Naționale a Irlandei în 1970.